# Chinese Super League (2013)
Rozgrywki 2013 były 10. sezonem w historii profesjonalnej Super League. Tytułu mistrzowskiego broniło Guangzhou Evergrande. Sezon toczył się systemem kołowym. Udział w nim wzięło czternaście zespołów z poprzednich rozgrywek i dwie drużyny, które awansowały z China League One. Po sezonie z ligi spadły zespoły Qingdao Jonoon i Wuhan Zall. Mistrzostwo po raz trzeci z rzędu zdobyła drużyna Guangzhou Evergrande.

## Zespoły
| Uczestnicy poprzedniej edycji                                                                                 | Uczestnicy poprzedniej edycji | Uczestnicy poprzedniej edycji | Uczestnicy poprzedniej edycji |
| --- | ----------------------------- | ----------------------------- | ----------------------------- |
| GUO | Beijing Guo’an                |                               |                               |
| YAT | Changchun Yatai               |                               |                               |
| DAA | Dalian A’erbin                |                               |                               |
| GZE | Guangzhou Evergrande          |                               |                               |
| GRF | Guangzhou R&F                 |                               |                               |
| GUI | Guizhou Renhe                 |                               |                               |
| HGR | Hangzhou Greentown            |                               |                               |
| JIA | Jiangsu Suning                |                               |                               |
| LWH | Liaoning Whowin               |                               |                               |
| QIN | Qingdao Jonoon                |                               |                               |
| SLT | Shandong Luneng Taishan       |                               |                               |
| SSH | Shanghai Shenhua              |                               |                               |
| SHE | Shanghai Shenxin              |                               |                               |
| TED | Tianjin Teda                  |                               |                               |
| Awans z China League One 2012                                                                                 |                               |                               |                               |
| SIP | Shanghai SIPG                 |                               |                               |
| WZA | Wuhan Zall                    |                               |                               |
| Oznaczenia: - kolumna pierwsza – skróty nazw drużyn, - kolumna trzecia – miejsce zajęte w poprzednim sezonie. |                               |                               |                               |

Shaanxi Baorong Chanba zmieniło nazwę na Guizhou Renhe. 
Nanchang Hengyuan zmienił nazwę na Shanghai Shenxin.

## Tabela
| Lp. | Drużyna                  | M  | Z  | R  | P  | Bramki | Bramki | Różn. | Pkt | Uwagi                                        | Bezpośrednio |
| --- | ------------------------ | -- | -- | -- | -- | ------ | ------ | ----- | --- | -------------------------------------------- | ------------ |
| 1   | Guangzhou Evergrande (M) | 30 | 24 | 5  | 1  | 78     | 18     | +60   | 77  | Liga Mistrzów AFC • Faza grupowa             |              |
| 2   | Shandong Luneng Taishan  | 30 | 18 | 5  | 7  | 55     | 35     | +20   | 59  | Liga Mistrzów AFC • Faza grupowa             |              |
| 3   | Beijing Guo’an           | 30 | 14 | 9  | 7  | 54     | 31     | +23   | 51  | Liga Mistrzów AFC • 3QR                      |              |
| 4   | Guizhou Renhe            | 30 | 11 | 11 | 8  | 40     | 41     | −1    | 44  | Liga Mistrzów AFC • Faza grupowa1            |              |
| 5   | Dalian A’erbin           | 30 | 11 | 8  | 11 | 40     | 43     | −3    | 41  |                                              |              |
| 6   | Guangzhou R&F            | 30 | 11 | 7  | 12 | 45     | 47     | −2    | 40  | Guangzhou, 3 pkt., 2-1 Shanghai, 3 pkt., 1-2 |              |
| 7   | Shanghai Shenxin         | 30 | 11 | 7  | 12 | 31     | 42     | −11   | 40  | Guangzhou, 3 pkt., 2-1 Shanghai, 3 pkt., 1-2 |              |
| 8   | Shanghai Shenhua2        | 30 | 11 | 11 | 8  | 36     | 36     | 0     | 38  |                                              |              |
| 9   | Shanghai SIPG            | 30 | 10 | 7  | 13 | 38     | 35     | +3    | 37  |                                              |              |
| 10  | Liaoning Whowin          | 30 | 8  | 11 | 11 | 35     | 44     | −9    | 35  |                                              |              |
| 11  | Tianjin Teda2            | 30 | 11 | 7  | 12 | 35     | 39     | −4    | 34  | Tianjin, 4 pkt., 3-2 Hangzhou, 1 pkt, 2-3    |              |
| 12  | Hangzhou Greentown       | 30 | 8  | 10 | 12 | 34     | 42     | −8    | 34  | Tianjin, 4 pkt., 3-2 Hangzhou, 1 pkt, 2-3    |              |
| 13  | Jiangsu Suning           | 30 | 7  | 11 | 12 | 32     | 39     | −7    | 32  | Jiangsu, 4 pkt., 2-1 Changchun, 1 pkt, 1-2   |              |
| 14  | Changchun Yatai          | 30 | 8  | 8  | 14 | 29     | 41     | −12   | 32  | Jiangsu, 4 pkt., 2-1 Changchun, 1 pkt, 1-2   |              |
| 15  | Qingdao Jonoon (S)       | 30 | 7  | 10 | 13 | 26     | 41     | −15   | 31  | Spadek do China League One                   |              |
| 16  | Wuhan Zall (S)           | 30 | 3  | 7  | 20 | 24     | 58     | −34   | 16  | Spadek do China League One                   |              |

## Najlepsi strzelcy
| Poz. | Zawodnik         | Zespół                        | Bramki |
| ---- | ---------------- | ----------------------------- | ------ |
| 1    | Elkeson          | Guangzhou Evergrande          | 26     |
| 2    | Carmelo Valencia | Tianjin Teda                  | 16     |
| 3    | Yakubu Aiyegbeni | Guangzhou R&F FC              | 15     |
| 3    | Wu Lei           | Shanghai SIPG                 | 15     |
| 5    | Peter Utaka      | Beijing Guo’an/Dalian A’erbin | 14     |
| 5    | Darío Conca      | Guangzhou Evergrande          | 14     |
| 5    | Edu              | Liaoning Whowin               | 14     |
| 8    | Joffre Guerrón   | Beijing Guo’an                | 11     |
| 8    | Zhang Xizhe      | Beijing Guo’an                | 11     |
| 8    | Rafael Coelho    | Guangzhou R&F FC              | 11     |
| 8    | Wang Yongpo      | Shandong Luneng Taishan       | 11     |
| 8    | Firas Al-Khatib  | Shanghai Shenhua              | 11     |
| 8    | Kieza            | Shanghai Shenxin              | 11     |